# Rue Nanteuil (Reims)
La rue Nanteuil est une voie de la commune de Reims, située au sein du département de la Marne, en région Grand Est.

## Situation et accès
La rue Simon appartient administrativement au Quartier Reims centre et relie la place du Forum à la rue Cérès.
La voie est à sens unique toute sa longueur. Elle longe l'ancienne maison de Colbert.

## Origine du nom
Elle porte le nom de Robert Nanteuil, graveur et artiste qui naquit dans la cité.

## Historique
Ancienne « rue de la Vache » elle prend sa dénomination actuelle en 1840.

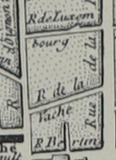
L'ancienne rue de la Vache en 1775.

## Bâtiments remarquables et lieux de mémoire

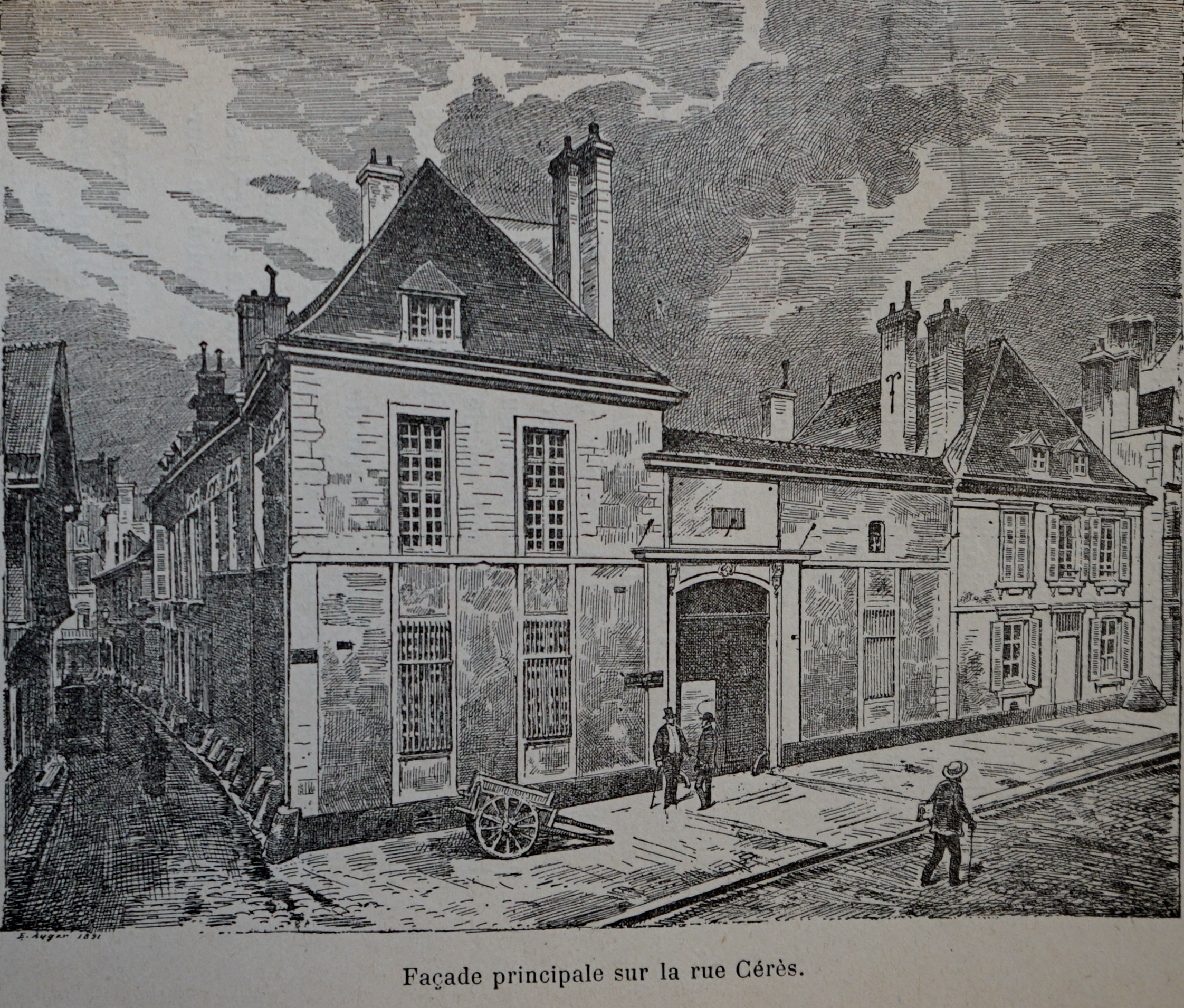
La maison natale de Colbert à l'angle des rues Cérès et Nanteuil.
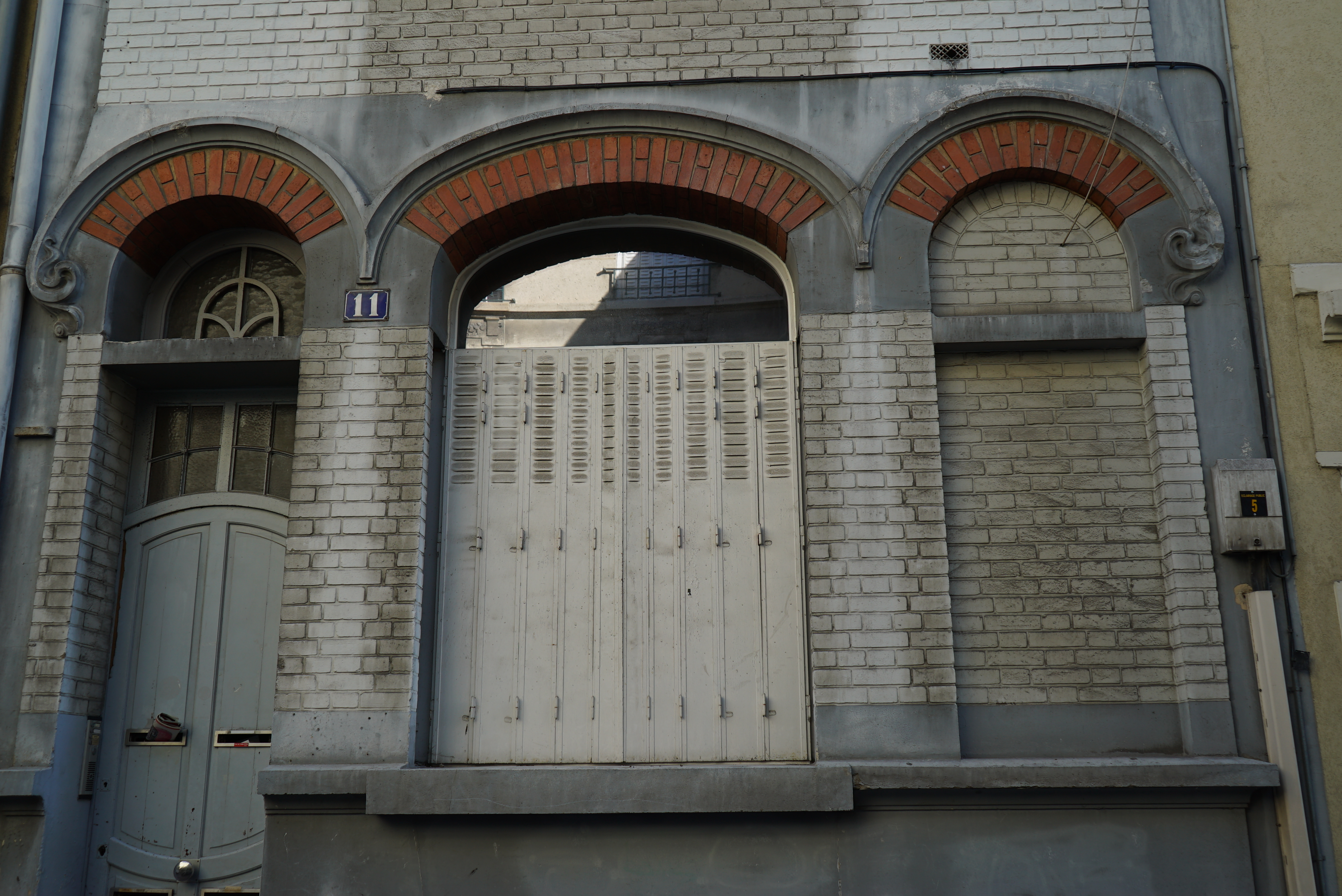
façade du 11,
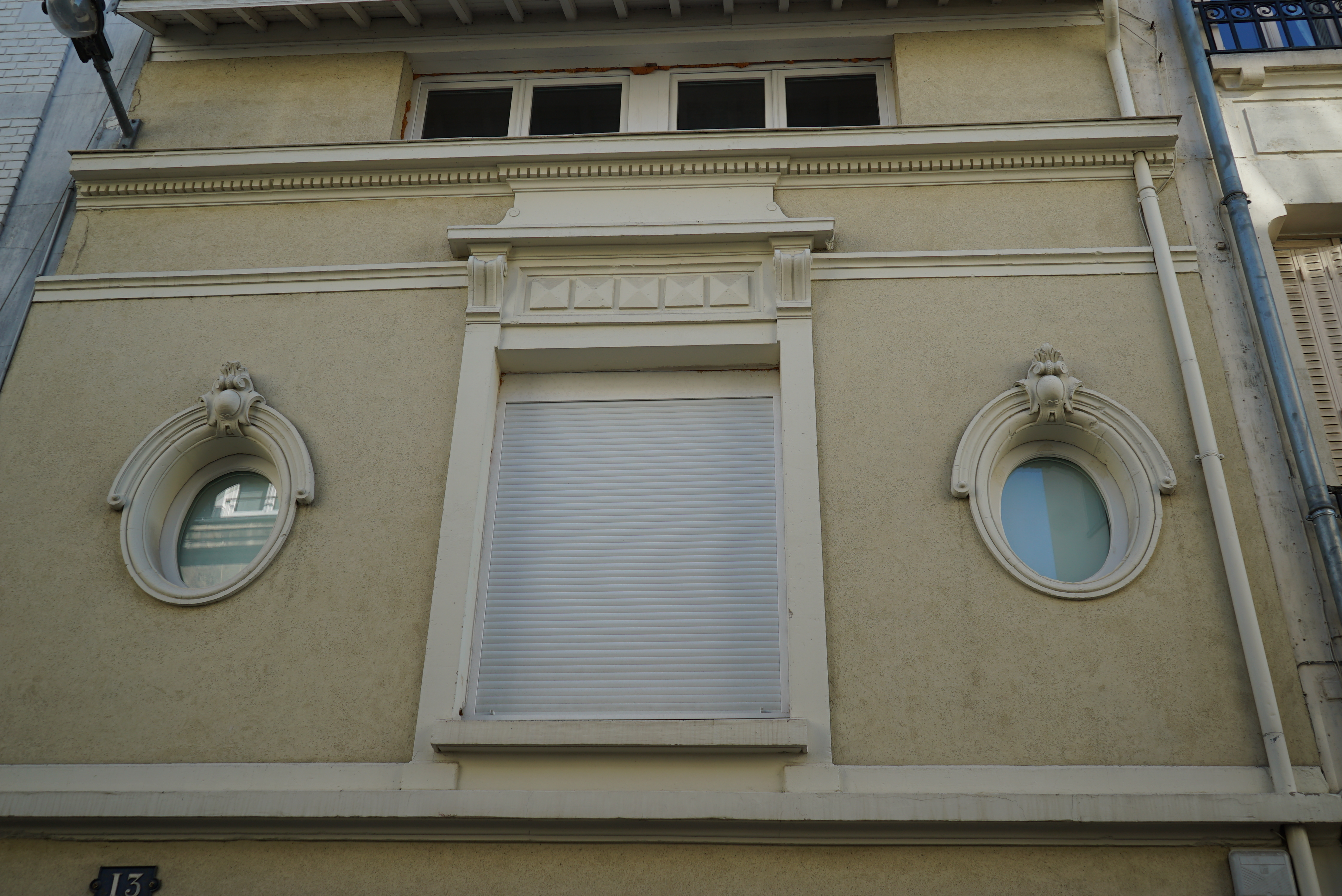
du 13.